# يان سنكلير (سياسي)
يان سنكلير (بالإنجليزية: Ian Sinclair)‏ هو سياسي أسترالي، ولد في 10 يونيو 1929 في سيدني في أستراليا. حزبياً، نشط في الحزب الوطني الأسترالي.

## مناصب
- انتخب عضو مجلس الشورى البريطاني.
- انتخب وزير الخدمات البشرية [الإنجليزية]‏ (22 فبراير 1965 – 28 فبراير 1968).
- انتخب وزير البنية التحتية والنقل [الإنجليزية]‏ (28 فبراير 1968 – 5 فبراير 1971).
- انتخب Manager of Opposition Business in the House (Australia) [الإنجليزية]‏ (14 يونيو 1974 – 11 نوفمبر 1975).
- انتخب وزير الزراعة والموارد المائية [الإنجليزية]‏ (11 نوفمبر 1975 – 27 سبتمبر 1979).
- انتخب وزير الشؤون الداخلية (أستراليا) (11 نوفمبر 1975 – 22 ديسمبر 1975).
- انتخب وزير التجارة [الإنجليزية]‏ (19 أغسطس 1980 – 3 نوفمبر 1980).
- انتخب وزير الاتصالات والبنية التحتية الحضرية والمدن والفنون [الإنجليزية]‏ (3 نوفمبر 1980 – 7 مايو 1982).
- انتخب وزير الدفاع [الإنجليزية]‏ (7 مايو 1982 – 11 مارس 1983).
- انتخب عضو مجلس النواب الأسترالي عن دائرة نيو إنجلند [الإنجليزية]‏ (30 نوفمبر 1963 – 31 أغسطس 1998).
- انتخب Speaker of the Australian House of Representatives [الإنجليزية]‏ (4 مارس 1998 – 10 نوفمبر 1998).